# Ambulancier
Un ambulancier est un professionnel de santé exerçant son activité au sein d'une entreprise privée de transport sanitaire ou d'un établissement de santé. Il assure, sur prescription médicale ou en cas d’urgence médicale, la prise en charge et le transport de malades, de blessés ou de parturientes, dans des véhicules de transport sanitaire adaptés pour des raisons de soins ou de diagnostic.
Ce professionnel connait l’état d’urgence de ses malades. En effet, il se renseigne sur le degré de gravité des patients et leurs types de blessures auprès de la structure pour laquelle il travaille (par ex. : SAMU, SOS Médecins, hôpital, ou Croix-Rouge) Il est au service des malades, veille à leur confort, les installe durant le trajet et intervient en cas d’urgence pour prodiguer les premiers secours. L’ambulancier doit veiller à l’entretien de son véhicule et à la stérilisation du matériel. Il peut s'il le désire également assister le malade pour les formalités d’entrée et de sortie des malades.

## Par pays

### Allemagne
La formation d'ambulancier en Allemagne est régie par les « principes de formation du personnel dans les services de secours » du comité fédéral des Länder Rettungswesen du 20 septembre 1977, elle est régie par la loi dans la plupart des Länder, et non par une loi fédérale. Elle comprend au moins 520 heures et se divise en quatre parties.

### Autriche
En Autriche, les formations sanitaires (ambulancier, secouriste) ne sont réglementées et reconnues par l'État que depuis 2002 par la loi sur les ambulanciers, une loi fédérale. Il n'existe pas de reconnaissance automatique des formations étrangères en Autriche. Pour obtenir la reconnaissance, il est nécessaire d'obtenir une attestation du Ministère fédéral de la santé et des femmes.

### Belgique

#### Secouriste-ambulancier AMU (service «112»)
Les secouristes-ambulanciers du service « 112 » sont les principaux intervenants de l’aide médicale urgente (AMU). Ils relèvent de services incendie, de la Croix-Rouge de Belgique, de certains hôpitaux, ou à plus petite échelle de certaines associations agréées.
Pour exercer la profession de secouriste-ambulancier AMU, couramment nommé « ambulancier 112 », dans le cadre de l’aide médicale urgente, il faut être titulaire d’un brevet, délivré par un centre de formation et de perfectionnement agréé par le Service public fédéral Santé publique. Il existe un centre de formation par province, ainsi que l'IFAMU pour la Région de Bruxelles-Capitale. Le brevet AMU est valable pour une durée de 5 ans et est délivré au terme d’une formation de minimum 160 heures (120 heures de cours théoriques et pratiques plus 40 heures de stages). Les secouristes-ambulanciers sont évalués tous les 5 ans, en vue de la prorogation de leur brevet pour un nouveau terme de cinq ans. Le secouriste-ambulancier doit aussi suivre une formation permanente (recyclage) de 24 heures chaque année.
Outre leur carte d'accréditation « 112 », les secouristes-ambulanciers sont identifiables par l'étoile de vie de couleur bleue sur leurs tenues – signe distinctif qui leur est réservé – et, le cas échéant, leur casque d'intervention de la même couleur.

#### Transport non-urgent de patients
Pour exercer la profession d'ambulancier « TNUP » (ambulancier de transport non-urgent de patients), anciennement « TMS » (transport médico-sanitaire), il faut être titulaire d'un brevet ou d'un certificat de qualification, délivré par les opérateurs de formation agréée par chaque région. Le brevet ou certificat de qualification est valable pour une durée indéterminée et est délivré après avoir réussi une formation de minimum 160 heures (120 heures de cours théoriques et pratiques plus 40 heures de stages). L'ambulancier TNUP doit aussi suivre une formation permanente (recyclage) de 12 heures chaque année.
Depuis le 1er septembre 2020, un agrément est obligatoire pour exercer légalement la profession profession d’ambulancier de transport non urgent de patients en Belgique. Cet agrément permet aux ambulanciers d'obtenir un visa du Service public fédéral Santé publique.
Les ambulanciers « TNUP » sont identifiables par l'étoile de vie de couleur grise, qui permet de les distinguer des secouristes-ambulanciers de l'aide médicale urgente (couleur bleue).

### Canada

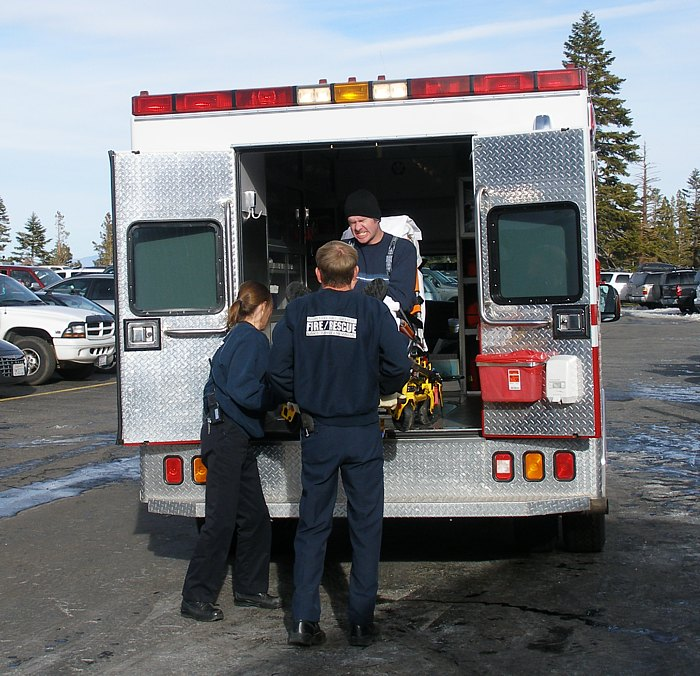
Ambulanciers embarquant un skieur blessé dans une ambulance.

L'Association canadienne des paramédics (ACP) a adopté des Profils de compétences nationaux qui encadrent les champs de pratique des 4 niveaux d'intervenant préhospitalier. Il s'agit du Répondant médical d'urgence, du paramédic en soins primaires, du paramédic en soins avancés et du paramédic en soins critiques. Ces niveaux sont reconnus dans plusieurs provinces canadiennes, mais restent encore à développer à certains endroits, notamment au Québec où la majorité des paramédics exercent au niveau des Soins Primaires[réf. nécessaire].

#### Québec
Le métier de technicien ambulancier est en constante évolution au Québec. Le titre d'emploi technicien ambulancier a été modifié pour celui de « technicien ambulancier/paramédic » en mars 2008 à la suite de la signature d'un nouveau contrat de travail entre les différents syndicats de techniciens ambulanciers/paramédics, les entreprises privées ou coopératives de services préhospitaliers, la Corporation d'urgences-santé et le gouvernement du Québec. Toutefois, le terme largement utilisé pour désigner le technicien ambulancier/paramédic au Québec est celui de paramédic et cela, à l'image de ce qui se fait dans une grande partie de la communauté internationale pour désigner ces professionnels des soins médicaux d'urgence. Les tâches du paramédic québécois ont beaucoup évolué depuis plus ou moins 15 ans, mais davantage depuis 8 ans avec l'arrivée des 5 médicaments administrés par ceux-ci (nitroglycérine, acide acétylsalicylique (AAS), salbutamol, adrénaline et glucagon). Précédemment à l'arrivée des 5 médicaments, la défibrillation, la ventilation par Combitube (marque déposée) (appareil fabriqué pour les soins préhospitaliers) et l'implantation d'un moniteur défibrillateur semi-automatique[Lequel ?] (MDSA) plus performant ont été autant d'actes médicaux délégués au paramédic, à la fois par le Collège des médecins et par le ministère de la Santé et des Services Sociaux. Tous les protocoles de soins primaires pratiqués par les paramédics au Québec sont sous la supervision du directeur médical régional et autorisés par une table de coordonnateurs médicaux composée de médecins[réf. nécessaire].
La formation de paramédic au Québec est actuellement acquise via un diplôme d'études collégiales (DEC) en soins préhospitaliers d'urgence d'une durée de 3 ans, dont plus de 2 000 heures de formation technique. Cette formation est dispensée dans plusieurs établissements collégiaux au Québec[réf. nécessaire].
Depuis quelques années, il est possible pour le paramédic de diversifier son travail. Notamment, les soins préhospitaliers avancés sont maintenant possibles par les paramédics au Québec, comme cela se fait depuis de nombreuses années dans toutes les autres provinces canadiennes, ailleurs en Amérique du Nord et sur d'autres continents. Essentiellement, les soins avancés consistent à l'application de soins/actes médicaux jusqu'à récemment réservés aux médecins. Ces soins/actes sont encadrés par des protocoles stricts dont les normes ont été édictées par le Collège des médecins et doivent se faire sous supervision médicale directe. Actuellement[Quand ?], ces soins avancés ne sont dispensés qu'à Montréal et Laval, via la Corporation d'Urgences-Santé, par un petit nombre de paramédics ayant suivi une formation universitaire de 2 ans à la Faculté de médecine de l'Université de Montréal. Des travaux sont en cours afin d'élaborer un programme universitaire à plus grande échelle pour le Québec.
De plus, plusieurs équipes spécialisées de paramédics ont vu le jour depuis un certain temps, notamment à Montréal. Équipes de paramédics à vélo (dans les grands centres urbains), équipes nautiques (en collaboration avec certains corps policiers), lesquelles sont appelées à intervenir à des endroits difficiles d'accès et lors d'événements majeurs tels que les festivals, les feux d'artifice ou autre, ou encore les groupes d'intervention médicale tactique (GIMT) dont le concept québécois a pris naissance à Montréal il y a un peu plus de 5 ans et dont d'autres services préhospitaliers ont depuis repris le concept pour l'implanter, peu à peu, ailleurs dans la province, particulièrement dans les grands centres urbains là où la demande le justifie. Ce dernier groupe, le GIMT, est constitué de paramédics entraînés et formés avec les services partenaires, policiers et pompiers. Le rôle du GIMT est d'intervenir lors de situations à hauts risques, notamment lors de personnes barricadées, de prise d'otage, de fusillade, de désordre social (manifestation ou émeute), d'acte ou d'incident à caractère terroriste ou lors de situation impliquant des matières dangereuses. Les membres du GIMT ne sont pas armés mais possèdent des équipements spéciaux appropriés à la situation pour laquelle ils sont appelés à intervenir. À la corporation d'urgences-santé à Montréal, les équipes spécialisées de patrouille à vélo et nautique ont réalisé 279 interventions pour l'année de référence 2008-2009, alors que le GIMT a répondu à 249 interventions à hauts risques pour la même période de référence selon le rapport annuel 2008-2009 de la Corporation d'Urgences-Santé[réf. nécessaire]. Le GIMT travaille toujours en support clinique aux partenaires policiers et pompiers.
Il existe également une équipe spécialisée à Montréal, à la Corporation d'Urgences-Santé, laquelle se nomme Unité de soutien technique (UST). Cette équipe composée de paramédics intervient auprès de bénéficiaires à mobilité réduite, lors de soutien technique auprès des autres équipes de paramédics, lors de support aéromédical ou lorsque l'évacuation d'un bénéficiaire est complexe et nécessite des équipements particuliers pour une évacuation sécuritaire du bénéficiaire ainsi que pour assurer des méthodes de travail sécuritaires pour les paramédics, entre autres par une évaluation de structures par les membres de l'UST. L'UST créée à Montréal a été la première unité du genre à faire son apparition au Canada. Cette équipe a réalisé 2 797 interventions pour l'année de référence 2008-2009 selon le rapport annuel de la Corporation d'urgences-santé.

### Espagne
Les Técnico en Emergencias Sanitarias (TES) suivent une formation de 2 000 heures en deux ans, avec trois mois de stage en ambulance à la fin de la formation. C'est le seul niveau de travailleur des services médicaux d'urgence. Les ambulances BLS peuvent être conduites avec un permis B, les ALS avec un permis C1.

### États-Unis
Aux États-Unis, les ambulanciers sont certifiés en fonction de leur niveau de formation. Chaque État fixe ses propres normes de certification (ou d'autorisation d'exercer, dans certains cas) et toute formation d'EMT doit répondre aux exigences minimales fixées par les normes de l'Administration nationale de la sécurité routière (NHTSA) en matière de programmes d'études. Le National Registry of Emergency Medical Technicians (NREMT) est une organisation à but non lucratif qui propose des examens de certification basés sur les directives de formation de la NHTSA et qui existe depuis les années 1970,. En date de 2018, les examens du NREMT sont utilisés par 46 États comme seule base de certification à un ou plusieurs niveaux de certification EMT. Un examen du NREMT consiste en une évaluation des compétences et des patients, ainsi qu'en une partie écrite.
Le 12 juin 2019, le NREMT modifie les règles concernant les limites d'âge pour les EMT, les AEMT et les paramédicaux. Il n'y a plus de limite d'âge pour le personnel enregistré. Toutefois, les candidats doivent avoir suivi avec succès un cours EMT approuvé par l'État qui respecte ou dépasse les normes du NREMT au cours des deux dernières années précédant la demande. Les candidats à la certification NREMT doivent également passer un examen psychomoteur EMT approuvé par l'État. Il est possible que le candidat se voie refuser l'accès à une formation approuvée par l'État en raison de son âge.

### France

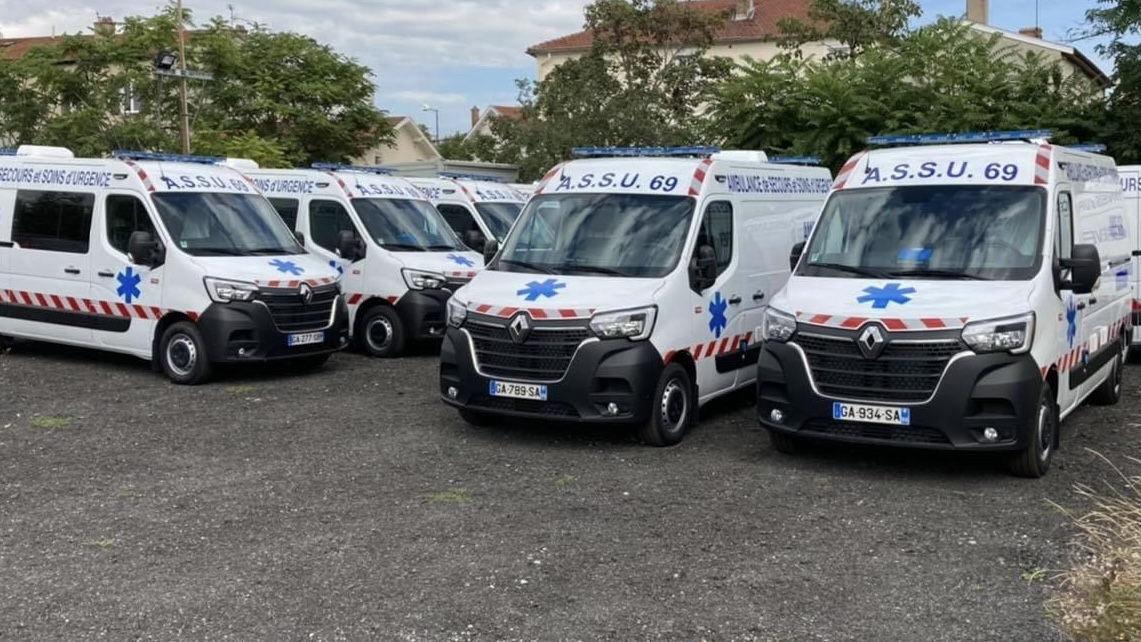
Ambulances privées lyonnaises.

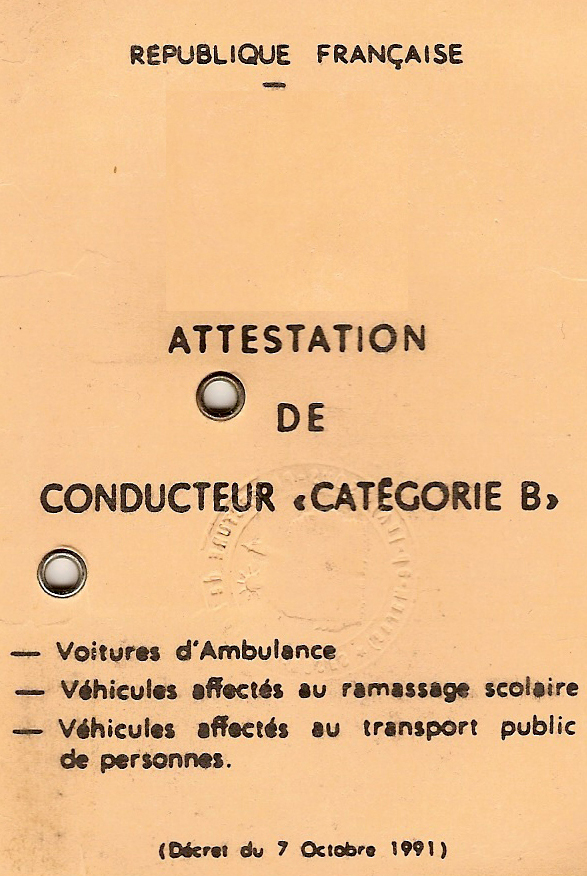
Attestation de conducteur B pour la conduite des véhicules ambulances.

En France, la profession ambulancière est régie par le code de la santé publique quatrième partie, livre III titre IX.

#### Personnels
En France, il existe deux catégories d'ambulanciers : les auxiliaires ambulanciers, et les ambulanciers diplômés d'État.

##### Auxiliaires ambulanciers
Jusqu'en 2006, on parlait d'ambulancier catégorie 1. Le terme est changé en auxiliaire ambulancier par un arrêté qui rend obligatoire à compter du 1er janvier 2008 une formation initiale de 91 h dispensée dans un institut de formation ambulancier. Après l'application de ce décret, deux classes d'ambulanciers professionnels apparaissent : ambulancier catégorie A (70 h de formation dont l'AFGSU niveau 1 et 2, et ambulancier catégorie B : CCA (certificat de capacité d'ambulancier) qui obtient l'équivalence DEA par arrêté ministériel ou DEA (diplôme d'État d'ambulancier).
L'auxiliaire ambulancier peut conduire un véhicule sanitaire léger, carrosserie blanche portant trois croix bleues, sans avertisseur spéciaux, pouvant transporter simultanément jusqu'à trois patients autonomes ou demandant une assistance au déplacement. Il est également le second membre d’une équipe constituée de deux professionnels dont au moins un détenant le DEA dans l’ambulance de type A, B ou C suivant la nouvelle norme NF EN 1789 2007 (véhicule sanitaire spécialement aménagé pour le transport de malades, blessés ou parturientes en position allongée, assise ou semi-assise).
L’auxiliaire ambulancier doit disposer :
- d’un permis de conduire conforme à la réglementation en vigueur et en état de validité (pas de suspension en cours, nombre de points suffisants) ;
- de l’attestation préfectorale d’aptitude à la conduite de véhicule sanitaires (ambulance, VSL) après examen médical effectué dans les conditions définies à l’article R. 221-10 du code de la route ;
- d’un certificat médical de vaccinations conforme à la réglementation en vigueur fixant les conditions d’immunisation des professionnels de santé en France.
- d'un attestation médicale de non-contre indication à la profession d'ambulancier délivrée par un médecin figurant sur la liste départementale des médecins agréés par la préfecture.
- de l'AFGSU niveau 1 et 2 (Attestation de Formation aux Gestes et Soins d'Urgence) ou d’une formation équivalente reconnue par le ministère chargé de la santé, pour tous les postulants à l’exception de ceux ayant déjà assuré de telles fonctions avant le 1er janvier 2010.
- d’une attestation de formation de 70 h avec évaluation des compétences acquises. Cette formation porte sur l’hygiène, la déontologie, les gestes de manutention, les règles du transport sanitaire et sur les gestes d’urgence en vue de l’obtention de l’AFGSU niveau 2 ou d’une formation équivalente reconnue par le ministère chargé de la santé. Cette formation est délivrée par les instituts de formation autorisés pour la formation au diplôme d’ambulancier.

L'auxiliaire ambulancier a droit au salaire minimum. Il peut bénéficier de primes de panier repas, primes exceptionnelles, primes de réunions, de rapatriement et d'autres, ce qui lui permet de bénéficier d'un salaire net d'environ 1 500 euros. (Cette moyenne est une moyenne au niveau de la France et il se peut donc que certaines sociétés paient moins le salarié. L'ambulancier D.E bénéficie des mêmes primes en plus d'un salaire un peu au dessus du SMIC, entre 50 centimes et 1 euro de plus par heure.
Les heures de travail dans ce métier sont particulières, exemple : Le salarié qui travaillera 10 h pendant la journée sera payé 10h. La nuit, Dimanche et jour férié, celui-ci ne sera payé que 80 % de son temps de travail.

##### Ambulanciers diplômés d'État
Après une formation de 18 semaines dont 5 semaines en stage et la validation des 8 modules et des compétences, le diplôme est délivré par la DRJSCS (préfet de région). Depuis le 2 septembre 2007, le certificat de capacité ambulancier (CCA) et le diplôme d'ambulancier sont devenus le diplôme d'État d'ambulancier (DEA), selon le décret 2007-1301, avec effet rétroactif (les détenteurs diplômés antérieurs sont détenteurs du DEA par équivalence).
La formation est effectuée dans un Institut de formation d'ambulanciers (IFA). La détention du BAC ou certains niveaux de formation des carrières de santé permettent d'être exonéré de la partie écrite des épreuves (arithmétiques et français) d'admission. Ensuite deux possibilités s'offrent à vous, soit vous avez déjà travaillé 1 an dans une entreprise de transport sanitaire et vous n'avez pas le stage de 140 heures à effectuer, soit vous n'avez jamais travaillé dans ce domaine et vous devez faire le stage. Il faut se renseigner auprès de son IFA pour en connaître les modalités.
Le diplôme d'auxiliaire ambulancier n'est pas un prérequis à l'inscription en IFA ni l'AFGSU qui est inclus dans le temps de formation du DEA et de l'auxiliaire ambulancier.

#### Rôles

##### Services du secteur privé
Les entreprises de transports sanitaires sont agréées par le préfet (ARS DT) pour effectuer les transports sanitaires urgents et non urgents. Elles emploient du personnel de santé (auxiliaires ambulanciers, DEA), du personnel administratif et du personnel technique (entretien, maintenance). Elles assurent le transport sanitaire allongé, semi-allongé, assis avec surveillance ou sans surveillance, à l'aide de véhicules spécialement aménagés, des personnes malades, blessées ou parturientes (femme qui va accoucher) du lieu où elles séjournent vers une structure de soin, et/ou inversement, en cas d'urgence (agrément no 1) ou en cas de soins, traitement ou diagnostic sur prescription médicale (agrément no 2) cela inclut les consultations, hospitalisations médicales ou chirurgicales (entrée/sortie), les soins itératifs nécessitant une hospitalisation partielle dite « de jour » (dialyse, chimiothérapie, radiothérapie) et les traitements itératifs. Les transports sanitaires sont remboursés sous conditions médico-administratives par l'Assurance maladie suivant la législation et la réglementation en vigueur.
Les ambulanciers privés se chargent aussi des transports entre les structures de soins ou plateaux médico-techniques (transports dits secondaires ou transferts inter-hospitaliers).
Dans le cadre de l'agrément no 1, les entreprises d'ambulances privées sont tenues de participer dans la mesure de leurs moyens techniques et humains à l'Aide Médicale Urgente et la Permanence Des Soins (AMU-PDS). Chaque entreprise, à tour de rôle, doit ainsi mettre journellement un ou plusieurs équipages à la disposition du SAMU qui les missionnent pour des transports sanitaires primaires médicalisés ou non vers les services d'urgence des centres hospitaliers publics ou privés. Au regard de la législation le lieu d'intervention n'est pas exclusif, les ambulanciers privés sont donc amenés à effectuer des missions de secours à personne aussi bien dans un lieu privé que sur la voie publique. Néanmoins, ils n'ont pas la capacité technique du dégagement de victimes incarcérées ou enfouies. En cas de carence d'ambulances privées (absence de moyen), le SAMU peut missionner un véhicule de secours et d'assistance aux victimes des sapeurs-pompiers mais ceux-ci n'ont pas vocation à effectuer des transports sanitaires et ce type d'intervention doit rester exceptionnel.
En outre, la participation à la garde départementale dans le cadre de l'Aide Médicale Urgente et de la Permanence des Soins (AMU-PDS) est obligatoire suivant leurs moyens techniques et humains pour toutes les entreprises privées de transports sanitaires (sauf dérogation préfectorale). Cette garde est organisée dans chaque département par l'Association départementale des transports sanitaires Urgents (ATSU, statuts-type publiés au JO), regroupant les entreprises d'ambulances privées. L'équilibre financier de l'entreprise de permanence est assuré par le paiement des transports effectués (réduit de 60 % du tarif SS), ainsi que le paiement par l'Assurance Maladie d'un forfait de 346 € par permanence pour compenser la mise à disposition de l'équipage ambulancier pendant 12 heures d'amplitude journalière. Pour répondre à ces permanences départementales organisées par secteurs géographiques, l'entreprise place l'équipage ambulancier et le véhicule ambulance (au moins type B) sous les ordres et à la disposition du SAMU/centre 15. Au cours de cette période, l'équipage (deux professionnels, dont un au moins possédant le DEA) est rémunéré par son entreprise pour 12 heures qui entrent dans son amplitude hebdomadaire de travail. Depuis la mise en place de l'accord cadre, les ambulanciers et auxiliaires sont rémunérés à 75% de l'amplitude de nuit, et 90% le jour. En contrepartie, ils obtiennent des IDAJ (Indemnités de Dépassement de l'Amplitude Journalière) au-delà de 12 heures de travail consécutives.
Dans ce cas, l'équipage est obligatoirement de repos 11 heures avant et 11 heures après sa permanence (Conférer: Convention Collective Nationale des transports routiers, section transports sanitaires). Selon les départements (cahier des charges de la garde ambulancière AMU-PDS) et les conventions entre le SAMU/Centre 15 et l'ATSU départementale, les entreprises d'ambulances peuvent mettre un personnel appelé Coordinateur Ambulancier à disposition au Centre de Réception et de Régulation des Appels (CRRA) du SAMU/Centre 15 afin de réguler les demandes de transports sanitaires dans le cadre de la garde départementale. Ceci permet de dégager l'ARM (Assistant de Régulation Médicale du CRRA) de cette tâche.

##### Service public hospitalier
Dans les Structures mobiles d'urgence et de réanimation (SMUR), l'équipage d'une Unité mobile hospitalière (UMH) comprend un ambulancier titulaire du diplôme d'État d'ambulancier et de la Formation d'adaptation à l'emploi (FAE) d'ambulancier de SMUR de la fonction publique hospitalière, ainsi que du permis C ou/et D et un stage de conduite d'urgence (arrêté du 26 avril 1999 JO Numéro 113 du 18 mai 1999 page 7295).
Cette formation d'adaptation à l'emploi est validée par une attestation de suivi de formation délivrée par le centre d'enseignement des soins d'urgence. Les Conducteurs Ambulanciers Hospitaliers sont des agents de la fonction publique hospitalière.

#### Réglementation routière
Les ambulances privées sont des véhicules d'intérêt général bénéficiant de facilités de passage lorsqu'elles utilisent leurs avertisseurs spéciaux consistant en des feux à éclats de couleur bleue et d'avertisseurs sonores dits « 3 temps » -Do Mi Do-. Les usagers de la route ont donc l'obligation de leur faciliter le passage dans la mesure où ils ne se mettent pas en danger.
Les ambulances privées deviennent véhicule d'intérêt général prioritaire lorsqu'elles participent à l'Aide médicale urgente (AMU-PDS, Mission de Service Public, Agrément no 1). Mandatées par le SAMU elles utilisent alors des avertisseurs sonores spécifiques (dits « 2 tons ») ainsi que des feux à éclats de couleur bleue, et les usagers ont obligation de leur céder le passage, toujours dans la mesure évidente où ils ne se mettent pas en danger eux-mêmes, sous peine d'être verbalisable.
Certaines ambulances privées peuvent être réservées exclusivement à l'usage du SAMU-SMUR, dans ce cas l'équipage ambulancier est complété d'une équipe médicale (médecin, infirmier). Ces véhicules d'intervention deviennent des ambulances SMUR/UMH (Service Médical d'Urgence et de Réanimation, Unité Mobile Hospitalière), elles sont équipées de feux bleus à éclats et d'avertisseurs sonore spécifiques (dits « 2 tons »). Elles possèdent en plus des inscriptions sur la carrosserie qui indiquent leur appartenance au SAMU-SMUR.
Il y a trois types d'ambulances routières équipées d'un poste d'oxygénothérapie, suivant la nouvelle norme NF EN 1789 2007 transcrite en droit français :
- Catégorie C type A, décliné en deux sous-types :
  - A1, véhicule sanitaire conçu et équipé pour le transport d'un patient unique dont l'état de santé ne laisse pas présager qu'il puisse devenir un patient en détresse ;
  - A2, véhicule sanitaire conçu et équipé pour le transport d'un ou plusieurs patients, sur un (des) brancard(s) et/ou fauteuil(s), dont l'état de santé ne laisse pas présager qu'il(s) puisse(nt) devenir un(des) patient(s) en détresse.
- Catégorie A type B (ambulance de soins d'urgence), véhicule sanitaire conçu et équipé pour le transport, les premiers soins et la surveillance de patients. Cette ambulance peut ponctuellement être utilisée comme UMSI à condition d'être aménagée et équipée en conséquence.
- Catégorie A type C (Unité Mobile de Soins Intensifs), véhicule sanitaire conçu et équipé pour le transport, les soins intensifs et la surveillance de patients.

Les ambulances routières possèdent réglementairement (législation), suivant leur type, le même équipement. Hormis le type C, elles ne sont pas équipées de matériel médical spécifique, sauf lorsqu'un cahier des charges local le précise (Aide Médicale Urgente, SMUR/UMH, Permanence Sanitaire). Dans ce cas soit l'équipage ambulancier a reçu la formation nécessaire à la mise en œuvre de ce matériel médical, soit il est accompagné d'un médecin et/ou d'un infirmier qualifié.

#### Réglementation sociale
Les principaux textes applicables aux ambulanciers des entreprises privées de transport sanitaire sont :
- le code du travail, à l'exception des articles D. 3171-9, D. 3171-12, D. 3171-15 et L. 3131-1,
- le décret 2003-1242 du 22 décembre 2003 relatif à la durée du travail du travail dans les entreprises de transport routier de personnes[20],
- le décret n° 2009-32 du 9 janvier 2009 relatif à la durée du travail dans les entreprises de transport sanitaire,
- l'accord cadre du 4 mai 2000 (aménagement et réduction du temps de travail du personnel des entreprises de transport sanitaire),
- l'arrêté du 19 décembre 2001 concernant l'horaire de service dans le transport sanitaire[21],
- le code des transports,
- la convention collective nationale des transports routiers des activités auxiliaires de transport[22].

La durée du travail du personnel ambulanciers à temps complet des entreprises de transport sanitaire est basée sur un système d'équivalence. L'application d'un coefficient d'équivalence, dans la profession ambulancière, vient simplement du fait que les temps d'inactivité ne peuvent être identifiés de manière précise puisque le poste de travail se déplace en permanence et continuellement à l'extérieur du local de l'entreprise donc hors de tout contrôle. La durée de travail effectif d'un salarié ambulancier se définit de la façon suivante : « cumul hebdomadaire de leurs amplitudes journalières d'activité, telles que définies à l'article 2, prises en compte pour 75 % de leur durée pendant les services de permanence tels que définis par accord collectif ». Le coefficient de pondération pour les périodes hors permanences est fixé à 90 % depuis 2012.

#### Textes législatifs
- Code de la santé publique, articles L.51-1 à L.51-5
- Décret no 87-965 du 30 novembre 1987 relatif à l'agrément des transports sanitaires terrestres (NOR : ASEP8701205D) modifié par les décrets no 94-1208 du 29 décembre 1994, no 96-176 du 4 mars 1996, no 97-1186 du 24 décembre 1997, no 2001-532 du 20 juin 2001 et no 2003-674 du 23 juillet 2003[24]
- Arrêté du 21 mars 1989 relatif à l'enseignement, aux épreuves et à la délivrance du certificat de capacité d'ambulancier modifié par l'arrêté du 4 juin 2002
- Décret no 91-45 du 14 janvier 1991 portant statuts particuliers du personnel ouvrier, des conducteurs d'automobile, des conducteurs ambulanciers et du personnel d'entretien et de salubrité de la fonction publique hospitalière bifp.fonction-publique.gouv.fr
- Arrêté du 10 janvier 1996 relatif à l'exercice de l'activité d'ambulancier des ressortissants des États membres de l'Union européenne et des autres États parties à l'accord sur l'Espace économique européen (NOR : TASP9 620 191 A)
- Arrêté du 23 juillet 2003 fixant les périodes de la garde départementale assurant la permanence du transport sanitaire (NOR : SANH0 322 762 A)
- Circulaire DHOS/O1 n° 2003-204 du 23 avril 2003 relative à l'organisation de la garde ambulancière[25]
- Arrêté du 26 janvier 2006 relatif aux conditions de formation de l'auxiliaire ambulancier et au diplôme d'ambulancier] (NOR: SANP0 620 487 A)[26]
- Décret no 2007-786 du 10 mai 2007 modifiant l'article R.311-1 du code la route relatif à la liste des véhicules d'intérêt général prioritaires (NOR : EQUS0752455D)
- Convention collective nationale des transports routiers et des activités auxiliaires du transport, no 3085.

Voir la page législation de l'Unah

### Philippines
Les titres de technicien médical d'urgence (EMT), d'auxiliaire médical (P) et d'auxiliaire médical avancé (AP) sont légalement définis et protégés aux Philippines sur la base de la norme établie par le ministère de la santé.

### Suisse
Il existe actuellement 2 niveaux professionnels.
Le plus haut est celui d’  « ambulancier ES »(école supérieure) qui s’obtient en 3 ans et permet de prendre en charge de manière autonome un patient stable ou instable .
L’autre niveau c’est celui de « technicien ambulancier avec brevet fédéral », ce dernier est également paramedic et dispense les mêmes soins qu’un ambulancier mais en situation d’urgence à une fonction d’équipier sous la responsabilité d’un ambulancier ES. Il réalises des poses de voies veineuses , injections médicaments , ecg,gestion des voies aériennes etc ….
Ce titre s’obtient en 1 an après réussite au brevet fédéral .
La situation dépend des cantons. Les premières lois sur l'équipement des ambulances et la formation des ambulanciers datent de la fin des années 1980 (cantons de Bâle, du Tessin, de Genève). Dans le canton de Genève, la loi a été votée en 1987. La formation comprenait 900 h de cours et de stages pour des ambulanciers déjà en activité, en alternance sur trois ans, et a permis d'instaurer une base commune pour l'ensemble des partenaires du système de secours sanitaire.
En 1998, le canton adopte de nouvelles prescriptions proposées par la Croix-Rouge suisse, qui avait reçu pour mandat de réfléchir à l'évolution de la profession ; ces prescriptions proposent notamment de revaloriser la profession d'ambulancier au même niveau que les autres professions paramédicales. Les ambulanciers acquièrent ainsi une autonomie dans les gestes de sauvetage, et donc une délégation des gestes médicaux, selon le modèle de la formation aux premiers secours et de l'advanced cardiac life support américain.
Depuis la fin des années 2000, la formation professionnelle ambulancière ES se déroule sur trois ans dans une Ecole Supérieure (ES). Lorsque l'étudiant termine avec succès sa formation professionnelle d'ambulancier ES, son diplôme est reconnu sur le plan national. Le secrétariat d'État, de la formation, de la recherche et de l'innovation (SEFRI) est l'autorité compétente pour tout le domaine de la formation professionnelle et des Ecoles Supérieures (ES). La formation des ambulanciers se place ainsi au niveau tertiaire en école supérieure. Il en résulte une formation d'environ 5 496 h sur trois ans, dont entre un tiers et une moitié de stage pratique. La première année est consacrée aux bases (anatomie, physiologie, approche psycho-sociale…), aux compétences professionnelles spécifiques (rôle professionnel, radiotéléphonie…) et à la prise en charge des patients stables traumatique et non-traumatique; elle comporte trois stages d'un mois chacun: le premier dans des services d'ambulance privés ou publics, le second dans le domaine de la personne âgée et le troisième dans le milieu des personnes handicapées. La deuxième année est consacrée aux situations complexes, la troisième année aux situations exceptionnelles ; ces deux années comportent des stages en milieu hospitalier (urgences, anesthésiologie, pédiatrie, obstétrique et santé mentale), à nouveau dans des services d'ambulance privés ou publics et dans une structure mobile d'urgence et de réanimation. Puis, en troisième année, l'élève devra accomplir un travail de diplôme.
En Suisse, il existe 7 centres de formation pour ambulanciers. L'École Supérieure d'Ambulancier et Soins d'Urgence Romande (ES-ASUR), basée dans le canton de Vaud, et l'École de soins ambulanciers de Genève (ESAMB) dispensent une formation complète en français. L'École supérieure de soins ambulanciers de Berne (MEDI), dispense une formation complète en français et en allemand. L'école d'ambulanciers de Lugano (Scuola specializzata superiore in cure infermieristiche, en abrégé SSSCI) dispense une formation complète en italien. L'école d'ambulanciers de Zurich, basée à Opfikon (Höhere Fachschule für Rettungsberufe), l'Institut suisse de médecine d'urgence de Nottwil (Schweizer Institut für Rettungsmedizin) et l'école d'ambulanciers de Zofingue (Emergency Schulungszentrum) dispensent une formation complète en allemand.